# Aloe vossii
Aloe vossii é uma espécie de liliopsida do gênero Aloe, pertencente à família Asphodelaceae.